# Бондаревская, Евгения Васильевна
Евге́ния Васи́льевна Бондаре́вская (1 января 1931 — 28 мая 2017) — советский и российский педагог. Доктор педагогических наук, профессор, академик Российской академии образования (2001; член-корреспондент с 1992), заместитель председателя Южного отделения РАО.

## Биография
Родилась 1 января 1931 года. окончила филологический факультет САГУ.
С 1958 года и до конца жизни работала в Ростовском государственном педагогическом университете, где прошла путь от ассистента до заведующей кафедрой (до 2011 года). В 1963 году защитила кандидатскую диссертацию «Воспитание общественной активности у учащихся старших классов школы-интерната», в 1979 году — докторскую диссертацию «Формирование нравственного сознания старших школьников».
16 июня 1992 года избрана членом-корреспондентом Российской академии образования, 27 апреля 2001 года избрана академиком РАО по Отделению философии образования и теоретической педагогики.
Руководила научной школой, которая специализируется на разработке теории и практики личностно-ориентированного образования культурологического типа, фундаментальным ядром которой является воспитание гражданина, человека культуры и нравственности.
Читала лекционные курсы и спецкурсы: «Методология психолого-педагогических исследований», «Теория и методика личностно-ориентированного образования», «Воспитание в глобальном мире».
Автор более 300 научных работ. Под её руководством защищено более 100 кандидатских и 36 докторские диссертации.
Умерла 28 мая 2017 года.

## Награды
- Орден Трудового Красного Знамени
- Заслуженный учитель Российской Федерации (1996)
- Премия Правительства РФ в области образования
- Медаль К. Д. Ушинского